# Carex enneastachya
Carex enneastachya är en halvgräsart som beskrevs av Charles Baron Clarke. Carex enneastachya ingår i släktet starrar, och familjen halvgräs.
Artens utbredningsområde är Colombia. Inga underarter finns listade i Catalogue of Life.